# DjVu

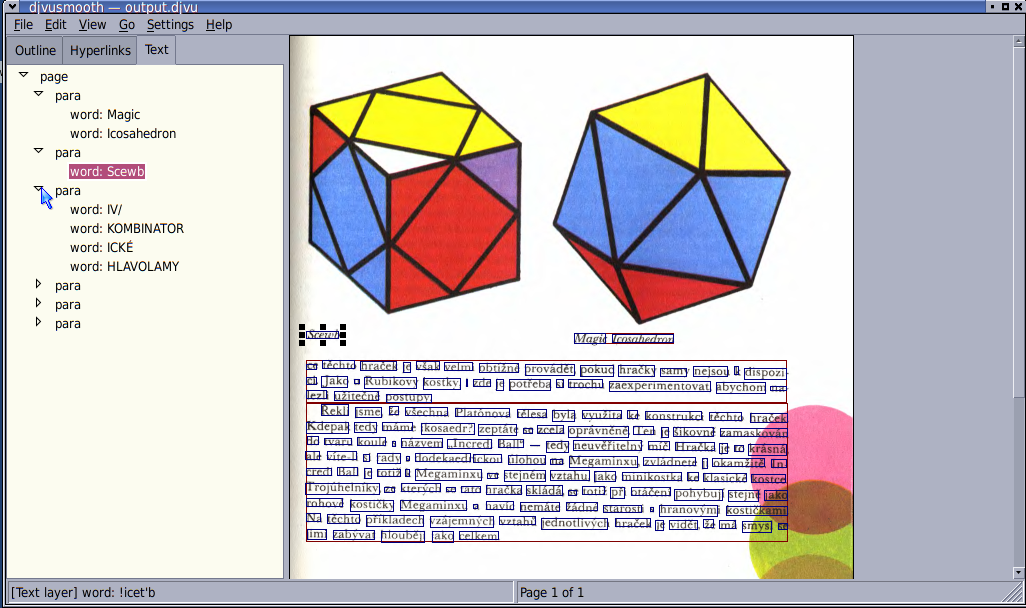
Djvusmooth.

DjVu (uttalas deja-vu) är ett bildfilformat för datorer anpassat för inscannade bilder, särskilt de som innehåller text eller tecknade linjer. Bland dess funktioner finns lagerseparering av text och bakgrund/bilder, progressiv inläsning, aritmetisk kodning och "destruktiv" komprimering för tvåtonade bilder. DjVu har setts som ett alternativ till PDF-formatet och utvecklades av Yann Le Cun, Léon Bottou, Patrick Haffner och Paul G. Howard vid AT&T Laboratories 1996. Största skillnaden mellan DjVu och PDF är att DjVu är ett rastergrafikformat medan PDF är ett vektoriserat format. DjVu är ett så kallat fritt filformat vilket innebär att man inte behöver betala något för att använda det. De ursprungliga upphovspersonerna underhåller en tillämpning släppt under GPL-licens som heter DjVuLibre.